# 皮耶格罗-拉克拉斯特尔
皮耶格罗-拉克拉斯特尔（法語：Piégros-la-Clastre，發音：[pjeɡʁo la klastʁ]）是法国德龙省的一个市镇，位于该省中部，属于迪镇区。

## 地理
皮耶格罗-拉克拉斯特尔（44°41'57"N, 5°5'52"E）面积24.76 平方千米，位于法国奥弗涅-罗讷-阿尔卑斯大区德龙省，该省份为法国东南部内陆省份，北起顺时针与伊泽尔省、上阿尔卑斯省、上普罗旺斯阿尔卑斯省、沃克吕兹省和阿尔代什省接壤。
与皮耶格罗-拉克拉斯特尔接壤的市镇（或旧市镇、城区）包括：锡河畔乌斯特、欧布纳松、米拉贝勒和布拉孔、苏村。
皮耶格罗-拉克拉斯特尔的时区为UTC+01:00、UTC+02:00（夏令时）。

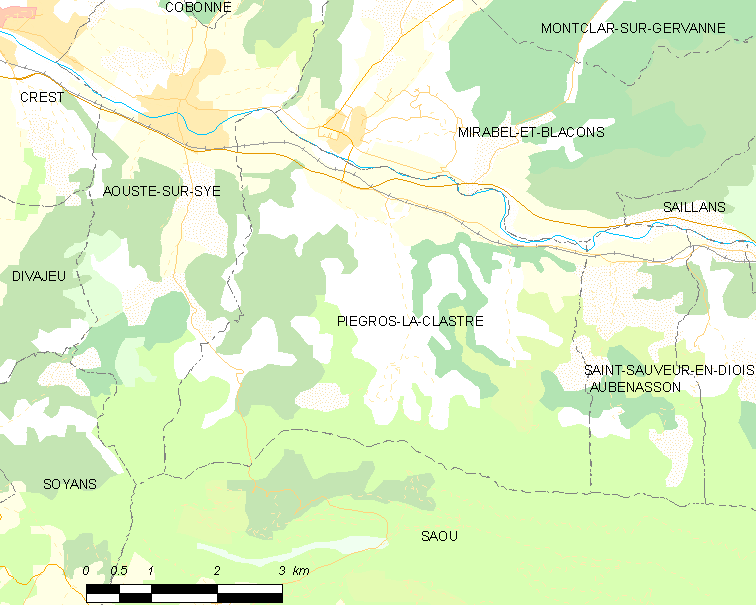
皮耶格罗-拉克拉斯特尔的OSM定位图

## 行政
皮耶格罗-拉克拉斯特尔的邮政编码为26400，INSEE市镇编码为26234。

## 政治
皮耶格罗-拉克拉斯特尔所属的省级选区为克雷县。

## 人口
皮耶格罗-拉克拉斯特尔于2022年1月1日时的人口数量为883人。

1962-2008年间皮耶格罗-拉克拉斯特尔人口变化图示